# Ensamma hjärtan (musikalbum)
Ensamma hjärtan är den svenska proggruppen Ensamma hjärtans självbetitlade debutalbum, utgivet på skivbolaget MNW 1978. Skivan utgavs på LP.

## Låtlista
A
1. "I en liten gränd" – 4:20
2. "Leva livet" – 3:35
3. "Raggarnas kung" – 3:40
4. "Två skilda världar" – 4:35

B
1. "Bullshit Blues" – 5:25
2. "Ego Boy" – 6:10
3. "Hamburgaren" – 8:50

### Fotnoter
1. ↑  ”Ensamma hjärtan”. Discogs.com. http://www.discogs.com/Ensamma-Hj%C3%A4rtan-Ensamma-Hj%C3%A4rtan/release/3873031. Läst 4 januari 2013.